# Communauté chinoise au Québec
La communauté chinoise au Québec est l'ensemble d'individus ayant une ascendance chinoise vivant au Québec.
En 2006, il y avait 1 216 565 Canadiens d'origine chinoise, dont 79 825 au Québec.

## Histoire
La première vague d'immigration chinoise d'importance arrive à Montréal dans les années 1880. Malgré les lois discriminatoires en vigueur, la population chinoise de la ville de Montréal passe de 888 personnes en 1901 à 1 335 personnes en 1911.